# Brasserie du Bénin
För andra betydelser, se Brasserie (olika betydelser).
Brasserie du Bénin är ett bryggeri i Togos huvudstad Lomé. Bryggeriet startade sin verksamhet 1966.
Brasserie du Bénin SA byggdes upp av Brauhaase (Haase-Brauerei GmbH) som ägdes av Schultheiss-Dortmunder Union till 70 %. Bryggeriet grundades 1964 och började producera öl 1966. Det kom att öka ölkonsumtionen och ändra dryckesvanorna i Togo.